# National Coastwatch Institution

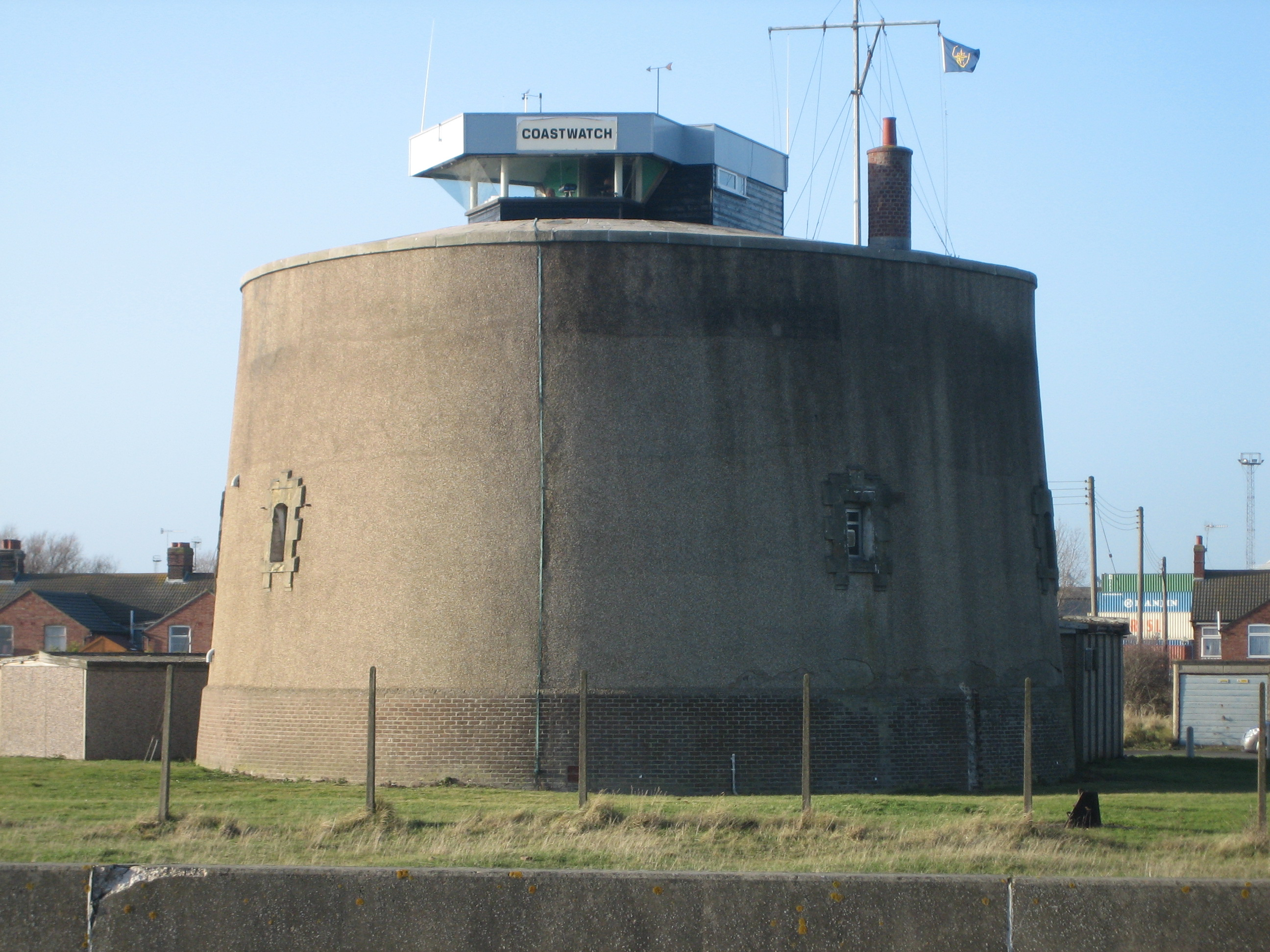
Wachposten der NCI in einem Martello-Turm in Felixstowe, England

Die National Coastwatch Institution (engl., etwa Nationale Küstenüberwachungsorganisation), kurz NCI, ist eine britische Organisation der freien Wohlfahrtspflege. Sie hat sich zum Ziel gesetzt, die britische Hochseeküste visuell zu überwachen, um Seenotfälle rechtzeitig erkennen zu können. 
Die Organisation ist nicht mit der HM Coastguard, der offiziellen Küstenwache Großbritanniens, oder der Royal National Lifeboat Institution, der Seenotrettungsorganisation, zu verwechseln. Die drei Organisationen arbeiten jedoch eng zusammen und teilen sich die Aufgabe, Leben auf See und an der Küste zu retten. Gemeinsam sind sie den Regularien der Maritime and Coastguard Agency (Seeministerium) unterworfen.

## Geschichte
Bis in die 1990er-Jahre hinein hatte die britische Küstenwache diverse Ausguckposten an der Küste besetzt gehalten. Der Dienst wurde aber als nicht mehr zeitgemäß und zu teuer betrachtet und deshalb von offizieller Stelle aufgegeben. Seefunk und Radar ließen die visuelle Überwachung der Küste vermeintlich als überflüssig erscheinen. 
1994 verloren vor der Küste Cornwalls zwei Fischer ihr Leben, und zwar in unmittelbarer Nähe der kurz zuvor geschlossenen Küstenüberwachungsstelle Bass Point der britischen Küstenwache. Dies führte dazu, dass die NCI ins Leben gerufen wurde. Als erstes wurde die von der HM Coastguard aufgegebene Küstenstation bei Bass Point renoviert und im November 1994 wieder bemannt. In der Folge wurden rasch weitere Posten in Devon, Cornwall, East Anglia, Somerset, Sussex, Essex, Dorset und Südwales eröffnet. Meist wurden dafür aufgegebene Küstengebäude der Küstenwache, alte Leuchttürme oder ähnliche Gebäude angemietet oder gekauft, die auch dafür ausgelegt sind, schwerem Wetter an der Küste standzuhalten. 
Heute gibt es in ganz England und Wales 50 Stationen der NCI, die von über 2000 Freiwilligen bemannt werden. Weitere mögliche Standorte werden evaluiert. Derzeit gibt es keine Stationen in Schottland oder Nordirland, wobei dort aber teilweise ähnliche Organisationen gegründet wurden.

## Ausrüstung und Arbeit

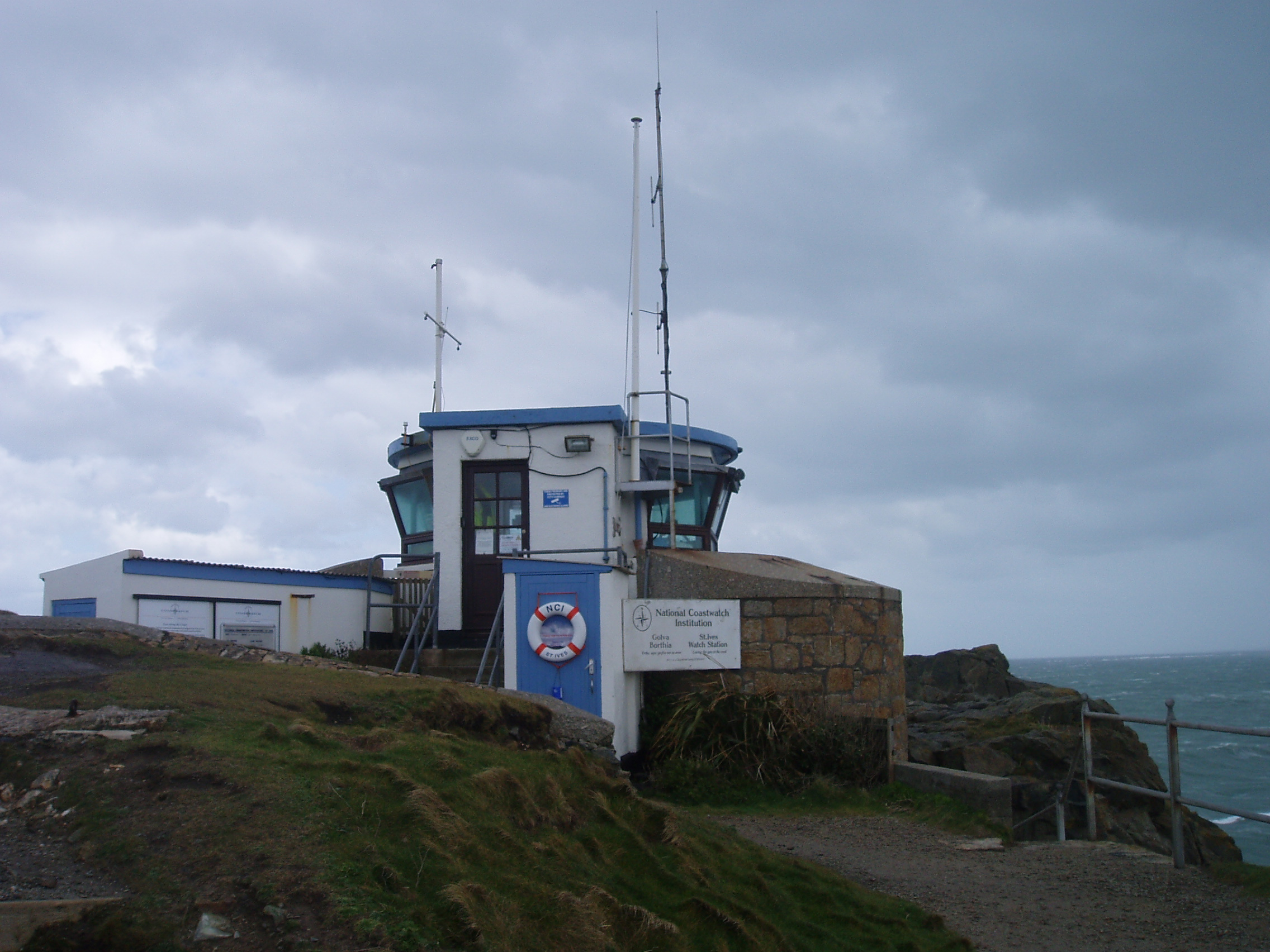
Coastwatch-Station in St Ives, Cornwall

Derzeit (2014) hat die Organisation über 2000 freiwillige Helfer, die die 50 Stationen der NCI jeweils tagsüber besetzen. Die Stationen sind mit moderner Ausrüstung wie Seefunkgeräten und Radar ausgerüstet. Zentral sind jedoch Ferngläser, mit denen die See und die Küste überwacht werden können. Gerade kleinere Boote, Surfer oder Taucher sind nicht mit Funkgeräten ausgerüstet, um im Notfall Mayday rufen zu können. Auch Fallschirmraketen und andere optische Seenotsignale können nur dann die Rettungskette in Gang setzen, wenn sie auch gesehen werden. 
Neben der Schifffahrt wird auch die angrenzende Küste überwacht, denn es kommt immer wieder vor, dass Personen unter den Kliffs der südenglischen Küste in Not geraten, weil die Flut ihnen den Rückweg abschneidet oder jemand mit einer Luftmatratze aufs offene Meer gespült wird. 
Jeder Posten und ihre Mitarbeiter werden strengen Kontrollen unterzogen, um ihre Einsatzbereitschaft zu gewährleisten. Zur Ausbildung für die freiwilligen Helfer gehören unter anderem Seefunk, Radar, Kartenlesen und das richtige Verhalten in Notfällen. 
Die Organisation finanziert sich durch Spenden. Die freiwilligen „Wachleute“ beziehen keinen Lohn und bezahlen ihre Anreise und ihre Uniformen selber. Die professionelle Ausrüstung der Stationen und ihre oftmals bei der Übernahme notwendige komplette Renovierung kostet dennoch viel Geld.